# Themis Panou
Themis Panou (grekiska: Θέμις Πάνου), född 1960 i Istanbul, är en grekisk skådespelare.
Vid Filmfestivalen i Venedig 2013 tilldelades Panou Volpipokalen för bästa manliga skådespelare.

## Roller (urval)
- 2000 – Mavro Gala
- 2003 – Politiki Kouzina
- 2013 – Miss Violence

## Fotnoter
1. 1 2 3 4 5  BiblioNet.gr, BiblioNet författare-ID: 38051, läst: 21 november 2020.[källa från Wikidata]